# Калузо
Калузо (итал. Caluso) је насеље у Италији у округу Торино, региону Пијемонт.
Према процени из 2011. у насељу је живело 5203 становника. Насеље се налази на надморској висини од 288 м.

## Становништво
| 1936. | 1951. | 1961. | 1971. | 1981. | 1991. | 2001. | 2011. |
| ----- | ----- | ----- | ----- | ----- | ----- | ----- | ----- |
| 5.701 | 6.187 | 6.160 | 7.471 | 7.501 | 7.320 | 7.132 | 7.483 |